# ADRIFT
ADRIFT — це графічний інтерфейс користувача для створення та відтворення текстових пригодницьких ігор. Назва є абревіатурою «Adventure Development & Runner — Interactive Fiction Toolkit». Проект був розроблений Кемпбеллом Уайлдом, поки він не відкрив його код у 2018 році.
Інструментарій складається з двох програм; розробник (використовувався для написання ігор — відомий як генератор до ADRIFT 5) і виконувач (використовувався для гри в них), хоча виконувач доступний для завантаження окремо. У поточному стабільному випуску (версія 5.0.36), випущеному у 2020 році, обидві програми працюють лише на платформах Microsoft Windows, оскільки вони написані на Visual Basic. ADRIFT починався як умовно-безкоштовна програма. Коли ADRIFT 5 був випущений, він став безкоштовним програмним забезпеченням, пізніше програмою з відкритим кодом. Деякий час ADRIFT 5 міг працювати в Linux за допомогою проекту Mono, але пізніші оновлення не працювали належним чином з Mono, тому ці версії були пропущені.